# Cerys Matthews

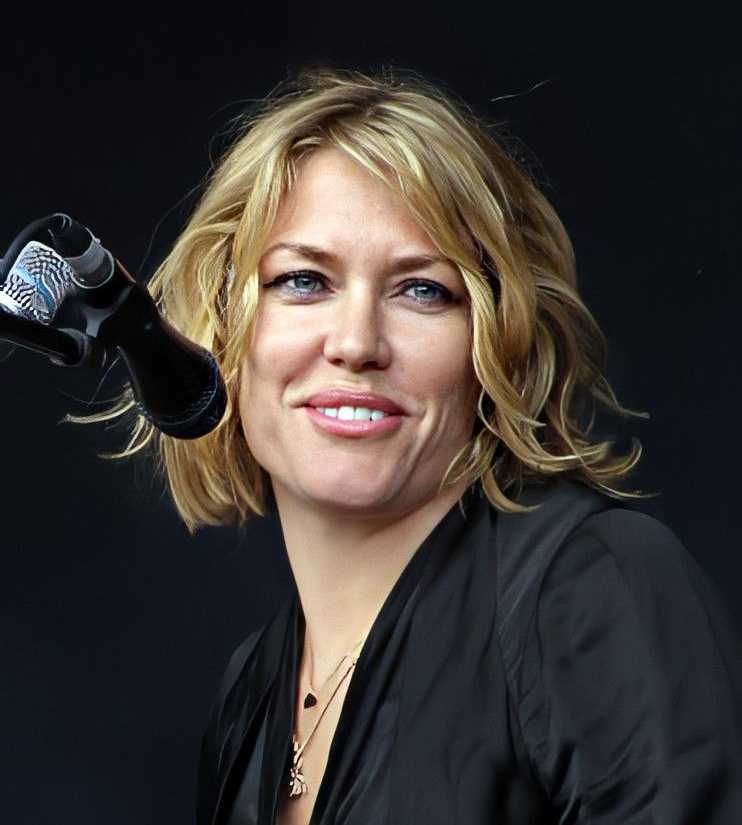
Cerys Matthews beim Glastonbury Festival 2008

Cerys Elizabeth Matthews (* 11. April 1969 in Cardiff) ist eine britische Sängerin, Songschreiberin und Radiomoderatorin, die vor allem als Sängerin von Catatonia bekannt wurde.

## Leben und Karriere
Matthews wurde in Cardiff geboren und wuchs in Swansea und Pembrokeshire auf. Später zog sie wieder zurück nach Cardiff, wo sie Mark Roberts kennenlernte und mit ihm zusammen 1992 die Band Catatonia gründete. Zusammen mit Tom Jones nahm sie für dessen Album Reload das Lied Baby, It’s Cold Outside auf. Nach Auflösung der Band 2001 zog sie nach Nashville, Tennessee und nahm dort ihr Debüt-Soloalbum Cockahoop auf.
2007 nahm sie an der siebten Staffel von I’m a Celebrity…Get Me Out of Here! teil.
Cerys Matthews moderiert regelmäßig Sendungen bei BBC Radio 6 Music und BBC Radio 2.

## Diskografie

### Alben
| Jahr | Titel              | Höchstplatzierung, Gesamtwochen, AuszeichnungChartsChartplatzierungen (Jahr, Titel, Platzierungen, Wochen, Auszeichnungen, Anmerkungen) | Anmerkungen |
| Jahr | Titel              | UK | Anmerkungen |
| ---- | ------------------ | --- | ----------- |
| 2003 | Cockahoop          | UK30 (6 Wo.)UK |             |
| 2006 | Never Said Goodbye | UK43 (2 Wo.)UK |             |
| 2009 | Don’t Look Down    | UK55 (1 Wo.)UK |             |

Weitere Alben
- 2007: Awyren = Aeroplane
- 2009: Paid Edrych i Lawr
- 2010: Tir
- 2011: Explorer
- 2012: Baby, It’s Cold Outside
- 2013: Hullabaloo

### Singles
| Jahr | Titel Album                    | Höchstplatzierung, Gesamtwochen, AuszeichnungChartsChartplatzierungen (Jahr, Titel, Album, Platzierungen, Wochen, Auszeichnungen, Anmerkungen) | Anmerkungen   |
| Jahr | Titel Album                    | UK | Anmerkungen   |
| ---- | ------------------------------ | --- | ------------- |
| 1999 | Baby, It’s Cold Outside –      | UK17 Silber · (8 Wo.)UK | mit Tom Jones |
| 2003 | Caught In The Middle Cockahoop | UK47 (1 Wo.)UK |               |
| 2006 | Open Roads Never Said Goodbye  | UK53 (1 Wo.)UK |               |

### Gastbeiträge
| Jahr | Titel Album               | Höchstplatzierung, Gesamtwochen, AuszeichnungChartsChartplatzierungen (Jahr, Titel, Album, Platzierungen, Wochen, Auszeichnungen, Anmerkungen) | Anmerkungen |
| Jahr | Titel Album               | UK | Anmerkungen |
| ---- | ------------------------- | --- | ----------- |
| 1999 | The Ballad of Tom Jones – | UK4 (8 Wo.)UK | mit Space   |

## Auszeichnungen
- 2022: UK Blues Award, Kategorie „Blues Based Broadcaster of the Year“
- 2023: UK Blues Award, Kategorie „Blues Based Broadcaster of the Year“